# 谢娜
谢娜（1981年5月6日—），生于四川省德阳市中江县，中国大陆节目主持人、演员、歌手。因主持湖南卫视综艺节目《快乐大本营》而为观众熟知。2018年4月7日，微博粉絲數破億，成為史上第一位微博粉絲數破億的藝人。

## 经历
谢娜祖籍为广东梅州平远县差干镇，出生于四川省德阳市中江县，父母为当地文艺骨干。1998年，谢娜毕业于四川师范大学电影电视学院（今四川电影电视学院）表演与节目主持专业，同年参加第五届“全国影视表演推新人大赛”，获得影视表演组十佳金奖，从而正式进入演艺圈，出演了不少影视剧的配角和《九妹》等音乐录像带。1999年7月，参演武侠喜剧《少年英雄方世玉》，与剧中主角张卫健共同参与综艺节目《快乐大本营》时，其表现被节目组相中，成为节目外景环节主持，艺名“叶子”，后离开节目，出演电视剧《一双绣花鞋》《夏天的味道》等，同时主持光线传媒《娱乐现场》等娱乐资讯节目。
2005年，李湘淡出《快乐大本营》后，在好友何炅的推荐下，谢娜重返节目，但在主持人PK赛落败后暂别舞台。2006年，以“快乐家族”主持群身份重新亮相，因活泼风格受到观众欢迎，同年签约华谊兄弟音乐，发行个人首张专辑《菠萝菠萝蜜》。2012年，与何炅搭档主持模仿秀节目《百变大咖秀》。2015年，参与明星体验节目《偶像来了》和网络综艺节目《偶滴歌神啊》。2016年，首次担纲脱口秀节目《娜就这么说》。2017年，主持儿童才艺节目《神奇的孩子》。2019年，主持音乐综艺节目《嗨唱转起来》。2022年，担任芒果TV《乘风破浪 (第三季)》主持，次年以选手身份参与《乘风2023》，最终成团并获得“年度乘风创始人”。

## 个人生活
刘烨和谢娜曾经相恋六年，2006年初分手。根据谢娜撰写的《娜写年华》一书所述，两人分手是因彼此都忙于工作，聚少离多造成了误会和隔阂。双方均表示和平分手，谢娜结婚时，刘烨送出祝福。
2007年，谢娜与歌手张杰恋爱，2011年5月5日，两人登记结婚，2011年9月26日，两人在香格里拉举行了婚礼，艺人小沈阳、阿朵、李宇春、吳奇隆、蘇有朋、何炅、喻恩泰、张茜、王栎鑫、陆虎、沈凌、杨乐乐、曾寶儀等参加了婚礼仪式，何炅为婚礼的司仪。
2017年9月26日10點10分，張杰發微博宣布謝娜懷孕。2018年，谢娜在上海生下了一对双胞胎女儿。2021年1月1日，谢娜於微博宣布再度怀孕，同年在上海生下小女兒。同年9月，謝娜在節目《快樂大本營》上公布女兒的小名為小咘芽。

## 作品

### 综艺
| 年份        | 節目                                         |
| ----------- | -------------------------------------------- |
| 2000-2021年 | 《快乐大本营》                               |
| 2007年      | 《舞动奇迹》第一季                           |
| 2009年      | 《百科全说》                                 |
| 2010年      | 《勇往直前》                                 |
| 2012-2014年 | 《百变大咖秀》（第一至五季）                 |
| 2014年      | 《嗨，2014》                                 |
| 2014年      | 《超级先生》评委                             |
| 2014-2015年 | 《我为喜剧狂》（第一、二季度）评委           |
| 2015年      | 《偶像来了》                                 |
| 2015-2016年 | 《偶滴歌神啊》（第一至三季）                 |
| 2016年      | 《拜托了衣櫥》                               |
| 2016年      | 《我们来了》第一季                           |
| 2016年      | 《王牌对王牌》                               |
| 2016年      | 《暴走法条君》                               |
| 2016年      | 《娜就這麼說》                               |
| 2017年      | 《神奇的孩子》                               |
| 2017年      | 《跨界歌王》第二季                           |
| 2017年      | 《拜托了冰箱》第三季                         |
| 2017年      | 《向往的生活》                               |
| 2018年      | 《妻子的浪漫旅行》                           |
| 2019年      | 《妻子的浪漫旅行》第二季                     |
| 2019年      | 《嗨唱轉起來》                               |
| 2019年      | 《这样唱好美》                               |
| 2019-2020年 | 《妻子的浪漫旅行》第三季                     |
| 2019-2020年 | 《朋友請聽好》                               |
| 2020年      | 《妻子的浪漫旅行》第四季                     |
| 2020年      | 《笑起來真好看》                             |
| 2020年      | 《朋友請聽好                                 |
| 2022年      | 《朋友請聽好》第二季                         |
| 2022年      | 《 乘風破浪》乘风发布人                      |
| 2023年      | 《乘風2023》（《乘風破浪的姐姐第四季》）選手 |
| 2025年      | 《乘風2025》乘风見證人                       |

### 節目主持
主持
| 年份                                               | 頻道       | 節目                         |
| -------------------------------------------------- | ---------- | ---------------------------- |
| 2000年（客串），2002年-2005年9月，2006年2月-2021年 | 湖南卫视   | 《快乐大本营》               |
| 2024年                                             | 小紅書     | 《大家的春晚》               |
| 2017年2月3日首播                                   | 湖南卫视   | 《神奇的孩子》               |
| 2016年11月23日-2017年1月13日                       | 腾讯视频   | 《拜托了衣橱》               |
| 2016年                                             | 爱奇艺     | 《偶滴歌神啊》第三季         |
| 2016年                                             | 东方卫视   | 《娜就这么说》               |
| 2014年7月25日－2014年10月10日                      | 安徽卫视   | 《超級先生》                 |
| 2014年4-5月                                        | 中央电视台 | 《嗨！2014》                 |
| 2014年1月2日-2014年4月3日                          | 湖南卫视   | 《百变大咖秀》第五季         |
| 2012年7月12日-2013年6月27日                        | 湖南卫视   | 《百变大咖秀》 第一季-第四季 |
| 2010年1月31日-3月28日                              | 湖南卫视   | 《芒果训练营》               |
| 2009年11月-2010年2月                               | 湖南卫视   | 《百科全说》                 |
| 2008年4月-2009年1月                                | 湖南卫视   | 《勇往直前》                 |
| 2007年7- 9月                                       | 天津卫视   | 《奥运群英会》               |
| 2007年3-5月                                        | 湖南卫视   | 《快乐男声》                 |
| 2006年3月-6月                                      | 山东卫视   | 《天使任我选》               |
| 2005年9月-11月                                     | 山东卫视   | 《志在必得》                 |
| 2007年                                             | 北京电视台 | 《娱乐开讲》                 |
| 2006年 - 2007年                                    | 光线传媒   | 《音乐风云榜》               |
| 2005年 - 2006年                                    | 光线传媒   | 《明星》                     |
| 2004年 - 2005年                                    | 光线传媒   | 《娱乐中心》                 |
| 2004年 - 2005年                                    | 光线传媒   | 《娱乐现场》                 |
| 2003年 - 2005年                                    | 凤凰卫视   | 《综艺新势力》               |
| 2003年 - 2004年                                    | 中央电视台 | 《金苹果》                   |

晚会作品
| 年份            | 名稱                                                               |
| --------------- | ------------------------------------------------------------------ |
| 2010年 7月17日  | 第九届三亚精功(国际)模特大赛                                       |
| 2010年 7月10日  | 2010中国成都通讯节专场汇演                                         |
| 2010年 7月 3日  | 福建融侨八周年庆典晚会                                             |
| 2010年 6月 6日  | 第三届上海大学生电视节开幕式嘉宾                                   |
| 2010年 5月27日  | 娃哈哈“爱迪生”婴幼儿配方奶粉发布会                                 |
| 2010年 5月24日  | 红牛·中国羽毛球队激情派对慈善晚宴                                  |
| 2010年 5月 7日  | 盐城超级盛宴音乐新势力超级演唱会                                   |
| 2010年 5月 4日  | 湖南卫视《成人礼2010》.五四青年节特别节目                          |
| 2010年 4月24日  | 音乐之声MusicRadio中国TOP排行榜颁奖礼颁奖嘉宾                      |
| 2010年 4月18日  | 浙江温州世纪樱花名家具馆开业剪彩仪式                               |
| 2010年 2月28日  | 湖南卫视《元宵喜乐会》                                             |
| 2010年 2月27日  | 中国移动《赏心“乐”目尽在咪咕音乐汇》北航体育馆新春歌友会           |
| 2010年 2月 7日  | 相约中国小年夜---湖南卫视春节联欢晚会                              |
| 2010年 2月 1日  | 中国移动《仙剑奇侠传》新游首发推广启动仪式                         |
| 2010年 1月31日  | 2009年度百度娱乐沸点颁奖仪式                                       |
| 2010年 1月28日  | 2009金鹰卡通动漫颁奖晚会                                           |
| 2010年 1月17日  | 辽宁卫视“宜佳双年庆，幸福嘉年华”大型互动狂欢晚会                   |
| 2010年 1月10日  | 湖南卫视芒果训练营启动大型晚会                                     |
| 2010年 1月 1日  | 2010年金芒果粉丝节                                                 |
| 2009年12月31日  | 2009—2010湖南卫视快乐中国OPPO手机ULIKE快乐出发跨年演唱会           |
| 2009年12月 3日  | 湖南卫视2010年跨年演唱会、芒果盛典发布会                           |
| 2009年11月29日  | 江苏卫视《时代的回响--新中国广播电视六十年巡礼》特别节目           |
| 2009年11月 5日  | 湖南卫视《一汽-大众炫动潮流夜》大型晚会                            |
| 2009年10月18日  | “星耀天瑞?品质尚城”瑞安群星晚会嘉宾                                |
| 2009年 9月10号  | 第41届世界博览会礼仪小姐黑龙江赛区启动仪式嘉宾                     |
| 2009年 9月 5日  | 第三届白领女性健康舞大赛颁奖典礼                                   |
| 2009年 8月22日  | “时尚改变着生活”短片展嘉宾                                         |
| 2009年 8月 8日  | 首届江西省赣州市青歌赛颁奖暨大型群星演唱会嘉宾                     |
| 2009年 8月 5日  | 哈尔滨“聚群力?品生活”群星演唱会嘉宾                                |
| 2009年 7月26日  | “2009百色.田东芒果文化节”开幕式晚会                                |
| 2009年 7月24日  | 第七届中国重庆国际啤酒饮料节“山城国宾啤酒之夜综艺晚会”             |
| 2009年 5月 4日  | 湖南卫视《成人礼》典礼.五四青年节特别节目                          |
| 2009年 4月26日  | MusicRadio中国TOP排行榜颁奖晚会                                    |
| 2009年 3月 3日  | “2009第八届精功（国际）模特大赛”新闻发布会                         |
| 2009年 2月 9日  | 湖南卫视《元宵喜乐会》                                             |
| 2009年 1月19日  | 湖南卫视《春节联欢晚会》                                           |
| 2009年 1月 1日  | 群星耀鹏城演唱会嘉宾                                               |
| 2009年 2月23日  | 原创动漫扶持计划(2008)公布仪式暨第三届中国原创手机动漫大赛颁奖典礼 |
| 2008年12月31日  | 湖南卫视“2008—2009快乐中国跨年演唱会”                              |
| 2008年11月29日  | 中国上海糖果文化节                                                 |
| 2008年 4月24日  | 国家奥体中心助威团奥运倒计时总动员庆典嘉宾                         |
| 2008年 2月21日  | 湖南卫视《五洲同春.快乐澳洲行》大型晚会                            |
| 2008年 1月13日  | “1984Kappa闪耀年代”奥运巡演                                        |
| 2007年12月13日  | 湖南卫视“2007-2008快乐中国跨年演唱会”                              |
| 2007年12月 9日  | 湖南卫视“三生有幸?2007马拉松演唱会”                                |
| 2007年12月 5日  | “北京2008奥运会麦当劳助威团”启动仪式嘉宾                           |
| 2007年11月25日  | 2007中国（江门）侨乡旅游节                                         |
| 2007年10月      | 《快乐男声》全国巡回演唱会                                         |
| 2007年 8月26日  | 东方卫视大型娱乐互动歌会《群星耀东方》嘉宾                         |
| 2007年 8月24日  | “唱响山东——烟台动漫之夜”大型文艺晚会嘉宾                           |
| 2007年 8月 5日  | 中央电视台《同一首歌》.“凝聚每份爱”大型赈灾中华慈善爱心义演        |
| 2007年 8月 3 日 | 湖南卫视八一特别节目——“红歌会”                                     |
| 2007年 4月18日  | 中央电视台“中国服装颁奖晚会”                                       |
| 2007年 4月17日  | 四川卫视《星随我动》嘉宾                                           |
| 2007年 4月10日  | 中央电视台《中华情》.第25届洛阳牡丹花会庆典晚会                    |
| 2007年 3月31日  | “张靓颖北美演唱会”（演出嘉宾及主持）                               |
| 2007年 3月 9日  | 《娃哈哈朝思慕想》与王力宏巡回歌迷盛典上海                         |
| 2007年 3月 7日  | 《娃哈哈朝思慕想》与王力宏巡回歌迷盛典南宁                         |
| 2007年 3月 5日  | 《娃哈哈朝思慕想》与王力宏巡回歌迷盛典广州                         |
| 2007年 2月11日  | “2007湖南卫视春节联欢晚会”                                         |
| 2007年 1月28日  | 周杰伦“杰伦南拳影音会”广州大型歌友会                               |
| 2007年 1月27日  | 周杰伦“杰伦南拳影音会”上海大型歌友会                               |
| 2007年 1月12日  | “落叶归根”电影首映式                                               |
| 2007年 1月8日   | “首届美食文化节明星演唱会”                                         |
| 2006年11月 1日  | 中央电视台“孩子的选择－－欢乐盛典”（获快乐精灵姐姐奖）             |
| 2006年10月 3日  | 湖南卫视.大型孪生组合才艺竞技节目“快乐成双”                        |
| 2006年 9月11日  | 廊坊东方大学财经学院校庆嘉宾                                       |
| 2006年 7月15日  | 第九届金沙滩文旅节开幕式                                           |
| 2006年 6月14日  | 上海文艺频道的《真心话大冒险》                                     |
| 2006年 5月16日  | 2006杭州世界休闲啤酒节开幕式晚会啤酒节代言人、嘉宾主持             |
| 2006年 5月19日  | 2006中国沈阳世界园艺博览会超级演唱会                               |
| 2006年 5月17日  | 邯郸5.17群星演唱会                                                 |
| 2006年 5月 8日  | M-ZONE超级代言人发布会                                             |
| 2006年 4月22日  | 美特斯邦威11周年庆典晚会                                           |
| 2006年 4月- 7月 | 教育部、湖广影视集团主办“阳光伙伴”                                 |
| 2006年 3月 2日  | 任贤齐新专辑发布会                                                 |
| 2006年 2月17日  | Rain代言“DHC”北京发布会                                            |
| 2006年 2月12日  | 湖南卫视.元宵晚会                                                  |
| 2006年 1月11月  | 新浪的2005年网络年度颁奖盛典                                       |
| 2005年12月10日  | 美特斯邦威总部启动庆典晚会                                         |
| 2005年11月30日  | 2005年度“时尚先生”揭晓颁奖晚会颁奖                                 |
| 2005年10月      | 《超级女声》全国巡回演唱会                                         |
| 2005年 9月10日  | 2005年新丝路中国模特总决赛                                         |
| 2005年 7月30日  | 《M-ZONE娱乐中心》发布会                                           |

### 舞台剧
- 2014年 话剧《21克拉》
- 2012年 话剧《十三角关系》
- 2007年 话剧《暗恋桃花源》
- 2004年 话剧《想吃麻花现给你拧》

### 電影
| 上映年份 | 电影名                        | 角色       | 备注     |
| -------- | ----------------------------- | ---------- | -------- |
| 1996年   | 《青年劉伯承》                | 劉伯承女儿 |          |
| 1999年   | 《還是那個下雪天》            | 雪兒       | 女主角   |
| 2007年   | 《大电影2之两个傻瓜的荒唐事》 | 美凤       |          |
| 2007年   | 《四大金钗》                  | 丐帮之女   |          |
| 2008年   | 《娜娜的玫瑰戰爭》            | 丁娜       |          |
| 2009年   | 《追影》                      | 唐薇       |          |
| 2009年   | 《火星没事》                  | TINA       |          |
| 2009年   | 《爱情36计》                  | 侠女       | 友情客串 |
| 2010年   | 《美麗密令》                  | 伍易珊     |          |
| 2010年   | 《戀愛通告》                  | 時裝設計師 |          |
| 2010年   | 《嘻遊記》                    | 朱八姊     |          |
| 2010年   | 《大玩家》                    | 八仙女     |          |
| 2012年   | 《嫁個100分男人》             | Nikki      |          |
| 2013年   | 《笑功震武林》                | 麥當紅     |          |
| 2013年   | 《快乐到家》                  | 坡姐       |          |
| 2014年   | 《我的男男男男朋友》          | 謝雯婷     |          |
| 2014年   | 《大宅男》                    | 川美       |          |

### 电视剧

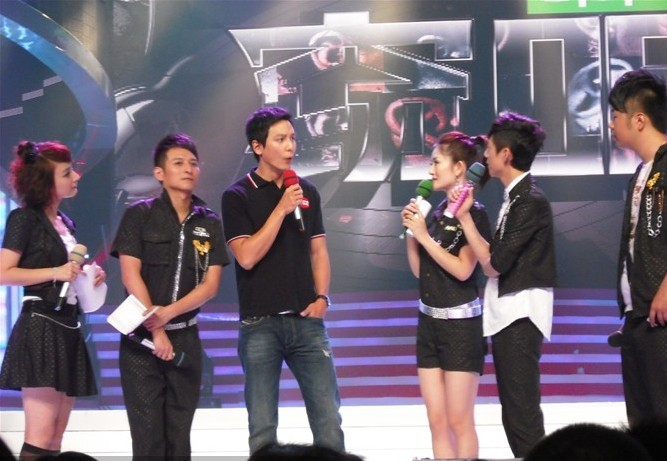
2009年7月的一期《快乐大本营》

| 首播年份 | 剧名           | 角色   | 备注 |
| -------- | -------------- | ------ | ---- |
| 1999年   | 少年英雄方世玉 | 小丽   |      |
| 2000年   | 迷侠           | 小春   |      |
| 2000年   | 棋武士         | 含香   |      |
| 2000年   | 幸福街         | 阿兰   |      |
| 2000年   | 武状元苏灿     | 朝霞   |      |
| 2001年   | 永不放弃       | 小保姆 |      |
| 2003年   | 一双绣花鞋     | 谭辛   |      |
| 2003年   | 夏天的味道     | 方平   |      |
| 2003年   | 月光光         | 阿彩   |      |
| 2004年   | 危情24小时     | 迟瑾   |      |
| 2005年   | 狄仁杰洗冤录   | 莲子   |      |
| 2005年   | 风雨西关       | 方家仪 |      |
| 2005年   | 极速的浪漫青春 | 李爽爽 |      |
| 2006年   | 别爱我         | 马莉安 |      |
| 2006年   | 来不及相爱     | 娜娜   |      |
| 2006年   | 喜气洋洋猪八戒 | 铁琴   |      |
| 2006年   | 有房别出租     | 林玲   |      |
| 2007年   | 爱上朱大海     | 骆春晓 |      |
| 2008年   | 壮士出征       | 杨排风 |      |
| 2009年   | 射雕英雄传     | 华筝   |      |
| 2010年   | 美女不坏       | 简爱   |      |
| 2010年   | 辣椒与泡菜     | 李猜猜 |      |
| 2011年   | 爱就不转弯     | 艾乐乐 |      |
| 2013年   | PMAM           | 謝娜   |      |

### 音乐专辑
| 年份   | 专辑                       | 曲目 | 语言   | 出版公司 | 备注 |
| ------ | -------------------------- | --- | ------ | -------- | ---- |
| 2006年 | 《菠萝菠萝蜜》             | 1. NANA主义 2. 菠萝菠萝蜜 3. 捧你在手心 4. Ling Ling Ling 5. 你是我的宝 6. 麻将进行曲 7. 给不了的幸福 8. 天哪 9. 简单快乐 10. 谢天谢地               | 普通話 | 华谊兄弟 |      |
| 2010年 | 《乐玩乐疯》               | 1. 化骨绵掌 2. 雨中即景 3. 小龙人 4. 生日快乐歌 5. 给我一个吻 6. 采蘑菇的小姑娘 7. 梅兰梅兰我爱你 8. 路灯下的小姑娘 9. 我只要你爱我 10. 粉红色的回忆 | 普通話 | 华谊兄弟 |      |
| 2010年 | 《快乐你懂的》（快乐家族） | 1. 傻傻爱 2. 为你歌唱(feat.吴昕) | 普通話 | 天娱传媒 |      |
| 2011年 | 《蓝色巧克力》             | 1. 蓝色巧克力 2. 幸福的流泪 3. 娜写年华 4. 厨娘 5. 幸福的滋味 6. 地球欢迎你 7. 姐姐妹妹向前走 8. 我不是宅女 9. 快乐的歌 10. 万花筒 11. 暖流          | 普通話 | 魅力星艺 |      |
| 2018年 | 《娜就是快乐》             | | 普通話 |          |      |

### 书籍
- 《娜是一阵疯》，湖南文艺出版社，2006年，ISBN 9787540437596
- 《娜写年华》，上海锦绣文章出版社，2008年，ISBN 9787545201901
- 《娜么快乐》，北方妇女儿童出版社，2012年6月，ISBN 9787538564372
- 《娜是光照亮的地方》，中国友谊出版公司，2020年4月，ISBN 9787505747777
- 《娜就出发吧》，江苏凤凰文艺出版社，2022年6月，ISBN 9787559464491

### 配音作品
| 年份   | 片名           | 角色              | 備註 |
| ------ | -------------- | ----------------- | ---- |
| 2012年 | 《无敌破坏王》 | 雲妮露普·凡史威茲 |      |

## 奖项

### 大型頒獎禮獎項
| 年份 | 頒獎典禮                             | 獎項                               |
| ---- | ------------------------------------ | ---------------------------------- |
| 2006 | 中国电视节目榜                       | 年度电视主持人新人奖               |
| 2007 | 娱乐大典                             | 最佳话剧女主角獎                   |
| 2008 | 雪碧音乐榜                           | 年度最佳新人奖、内地飞跃进步歌手奖 |
| 2008 | 騰訊視頻星光大賞                     | 年度最受欢迎综艺节目奖             |
| 2010 | 中国最具网络影响力                   | 十大电视主持人獎                   |
| 2010 | 第7届金龙奖                          | 最佳动画配音奖                     |
| 2010 | 第3届中国明星慈善榜                  | 慈善明星獎                         |
| 2010 | 第1届重庆电影辣像奖                  | 最爱女配角奖                       |
| 2010 | 第14届全球华语榜中榜暨亚洲影响力大典 | 最佳女主持人獎                     |
| 2011 | 中国最具网络影响力                   | 年度最具關注度主持人獎             |
| 2011 | 中国最具网络影响力                   | 年度主持人獎                       |
| 2011 | 中国最具网络影响力                   | 年度最具收视度主持人獎             |
| 2012 | 第26届中国电视金鹰奖                 | 优秀主持人奖                       |
| 2016 | 爱奇艺尖叫之夜年度盛典               | 年度最受观众喜爱综艺主持人獎       |
| 2016 | 網易有態度人物盛典                   | 年度最有態度綜藝女王               |
| 2016 | 騰訊視頻星光大賞                     | 最受歡迎女主持人獎                 |

## 副業投資
與小S、基因生醫股份有限公司共同投資北京蜜絲蜜糖餐飲管理有限公司（已結束）。